# Magiczne buty
Magiczne buty (ang. Like Mike) (2002) – film komediowy w reżyserii Johna Schultza. W głównych rolach wystąpili Bow Wow, Brenda Song, Jonathan Lipnicki, oraz Morris Chestnut. Film wyprodukowany został we współpracy z NBA Entertainment oraz wieloma gwiazdami NBA.

## Opis fabuły
Pewnego dnia mieszkający w sierocińcu 14-letni Calvin Cambridge zdobywa stare buty. Zauważa na nich niemal niewidoczny napis – inicjały "MJ". Chłopak wierzy, że buty należały do uwielbianego idola, Michaela Jordana. Ale oto pewnego dnia największy wróg Calvina, Ox, rzuca je na linię energetyczną. Podczas nocnej burzy w buty trafia błyskawica, dzięki której nabierają magicznej mocy. I coś się jednak wydarzy... Po odzyskaniu skarbu Calvin gra w koszykówkę, ale jego gra jest tak doskonała, że zwraca uwagę trenera drużyny Los Angeles Knights i staje przed szansą występowania z gwiazdami NBA.

## Obsada
- Lil' Bow Wow – Calvin Cambridge
- Morris Chestnut – Tracy Reynolds
- Jonathan Lipnicki – Murph
- Brenda Song – Reg Stevens
- Robert Forster – Coach Wagner
- Crispin Glover – Stan Bittleman
- Eugene Levy – Frank Bernard
- Jesse Plemons – Ox

## Soundtrack
- 1. Lil' Bow Wow featuring Jermaine Dupri, Fabolous and Fundisha – "Basketball" 3:18
- 2. R.O.C. – "NBA 2K2" 2:09
- 3. TQ featuring Jagged Edge – "I Remember" 4:21
- 4. Lil' Bow Wow – "Take Ya Home" 3:59
- 5. Mario – "Put Me On" 3:39
- 6. Lil' Bow Wow – "Playin' the Game" 4:32
- 7. Solange featuring B2K – "Dance With You" 3:00
- 8. Young Steff featuring Lil' Bow Wow – "Can I Holla" 3:28
- 9. Nas featuring Amerie – "Rule" 3:56
- 10. TCP – "Hoop It Up" 3:19

## GwiazdyNBA
- Vince Carter
- Michael Finley
- Steve Francis
- Allen Iverson
- Jason Kidd
- Desmond Mason
- Tracy McGrady
- Alonzo Mourning
- Steve Nash
- Dirk Nowitzki
- Gary Payton
- David Robinson
- Gerald Wallace
- Rasheed Wallace
- Chris Webber